# دینار غلابی
محمد بن زکریا بن دینار غلّابی بصری (وفات ۲۹۸ هجری) فقیه و محدث اهل بصره بود. نجاشی در رجال از وی به بزرگی یاد کرده‌است. از آثار او تک‌نگاشت‌هایی دربارهٔ شرح دوران خلافت علی بن ابی‌طالب، زندگی فاطمه زهرا و مقاتل حسین بن علی است.